# Napoli... la camorra sfida, la città risponde
Pour plus de détails, voir Fiche technique et Distribution.
Napoli... la camorra sfida, la città risponde est un film italien sorti en 1979 et réalisé par Alfonso Brescia.

## Synopsis
Une compagnie d'assurances napolitaine, la Proteggici dirigée par  Francesco Gargiulo, utilise le gang de Vito Santoro pour intimider les commerçants pour les forcer à signer de nouvelles police à son profit. Mais le commissaire De Stefani veille...

## Fiche technique
Sauf indication contraire, les informations mentionnées dans cette section peuvent être confirmées par la base de données cinématographiques IMDb,  présente dans la section « Liens externes ».
- Titre original : Napoli... la camorra sfida, la città risponde ou Napoli... la camorra sfida e la città risponde[1] (litt. « Naples... la Camorra défie, la ville répond »)
- Réalisateur : Alfonso Brescia
- Scénario : Ciro Ippolito, Piero Regnoli
- Photographie : Luciano Trasatti (it)
- Montage : Carlo Broglio
- Musique : Eduardo Alfieri (it)
- Décors : Francesco Calabrese
- Costumes : Valeria Valenza
- Trucages : Raul Ranieri
- Société de production : GPS
- Pays de production :  Italie
- Langue de tournage : italien
- Format : Couleur
- Genre : Poliziottesco
- Durée : 90 minutes (1 h 30)
- Date de sortie :
  - Italie : 1979

## Distribution
- Mario Merola : Francesco Gargiulo
- Antonio Sabàto : Vito Santoro
- Jeff Blynn : commissaire De Stefani
- Walter Ricciardi : Marco Gargiulo
- Liana Trouche : Elvira Gargiulo
- Rik Battaglia : Alberto Rampone, le capo
- Ciro Ippolito : Perez, le journaliste
- Benito Artesi : Vittorio, le propriétaire du magasin de vêtements
- Lucio Montanaro : Tony, le restaurateur
- Alex Partexano : Salvatore, le sbire de Vito
- Franco Angrisano : L'avocat
- Sabrina Siani : Maria, la compagne de Marco
- Franco Pasquetto : François, le sbire de Rampone